# Pane con la milza

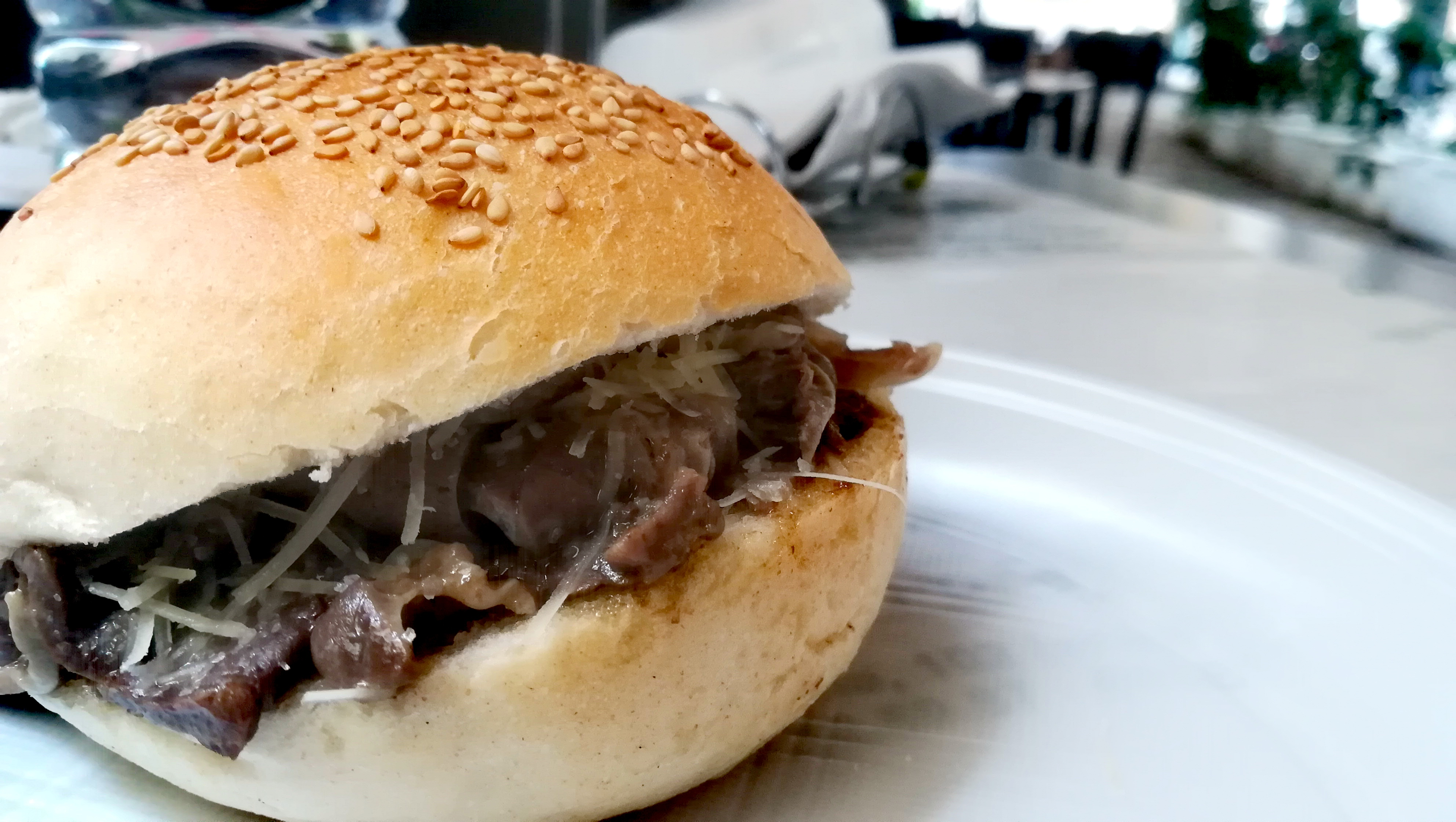
Pani cà meusa

Pane con la milza (syc. pani cà meusa) – tradycyjna potrawa kuchni palermitańskiej. 
Potrawa składa się z miękkiej bułki pokrytej sezamem oraz kawałków cielęcej śledziony i płuc. Śledziona i płuca są najpierw gotowane, a następnie smażone. Serwowana jest na specjalnych straganach. Najsłynniejszy meusaro (osoba sprzedająca pane con la milza) znajduje się na rynku Vucciria.